# Президентские выборы в Македонии (2004)
Президентские выборы в Республике Македония (македон. Претседателски избори во Република Македонија) прошли 14 апреля 2004 г., второй тур — 28 апреля. Выборы были внеочередными, в связи с гибелью действующего президента Бориса Трайковского в авиакатострофе.
Действующий премьер-министр Македонии Бранко Црвенковский (СДСМ) выиграл первый тур с результатом 42,5 %, но этого результата не достаточно для победы (необходимый результат 50 %), поэтому был организован второй тур, в котором Црвенковский победил Сашко Кедева (ВМРО — ДПМНЕ). Сразу после этого Кедев заявил о массовых фальсификациях на выборах.

## Результаты
| Кандидати и партии-номинирачки                              | Прв круг | Прв круг | Втор круг | Втор круг |
| Кандидати и партии-номинирачки                              | Голосов  | %        | Голосов   | %         |
| ----------------------------------------------------------- | -------- | -------- | --------- | --------- |
| Бранко Црвенковский (Социал-демократический союз Македонии) | 385 347  | 42,5     | 550 317   | 62,6      |
| Сашко Кедев (ВМРО — ДПМНЕ)                                  | 309 132  | 34,1     | 329 179   | 37,4      |
| Г’зим Острени (Демократический союз за интеграцию)          | 134 208  | 14,8     |           |           |
| Зуди Џелили (Демократическая партия албанцев)               | 78 714   | 8,7      |           |           |
| Недействительные бюллетени                                  | 27 971   |          | 29 793    |           |
| Итого (явка %)                                              | 935 372  | 55,2     | 909 289   | 53,6      |